# Prats-de-Mollo-la-Preste
Prats-de-Mollo-la-Preste (catalansk: Prats de Molló i la Presta) er en kommune i departementet Pyrénées-Orientales i regionen Occitanie i Sydfrankrig.
Prats-de-Mollo-la-Preste er også hovedkommune i et kanton af samme navn.
Kommunen har navn efter fæstningsbyen Prats-de-Mollo og kurbyen la Preste, som ligger 8 km fra hinanden.

## Geografi
Prats-de-Mollo-la-Preste ligger i Pyrenæerne i den snævre Tech-dal i landskabet Vallespir, som er en del af Roussillon (den franske del af Catalonien.
Kommunen grænser op til en række små kommuner: Lamanère, Serralongue, Le Tech, Mantet, Py og Casteil i Frankrig og Setcases og Camprodon i Spanien.
Fra Prats-de-Mollo er der 19 km til Arles-sur-Tech længere nede af Tech. Bjergpasset Col d'Ares (1513 m) på grænsen mellem Frankrig og Spanien ligger i kommunen.

## Navn
Prats nævnes første gamg omkring 878-881 under navnet Pratum, i 936 som Prados og i 1011 som Pratis. Navnet betyder græsgange.
Mollo nævnes i 934 som Mollione, som betyder en stor grænsesten.
I 1385 optræder de to navne for første gang sammen i Vallis de Pratis de Mollone.
I 1264 nævnes en landsby tilhørende Johannis Presta. I 1266 kaldes den Villarium de Ces Ayllades, i 1340 Bayns de Ayats, efter år 1500 Banys de Na Presta og senere la Presta.

## Historie
Kristne munke grundlagde Prats-de-Mollo for at udnytte dalen omkring den øvre del af Tech. Deres kirke nævnes første gang i 982.
I det 13. århundrede var byen delt. Nord for Tech lå selve byen mens et slot tilhørende greverne af Besalu lå syd for floden sammen med andre ledende familiers boliger.
Efter Corbeil-traktaten i 1258 udviklede byen sig under indflydelse af Jakob 1. af Aragonien. Fra middelalderen til den franske revolution var Prats direkte under kronen. Byen opnåede herved en række privilegier:
I 1327 omfattede Prats og den omkringliggende dal et dusin landsbyer med omkring 1.000 indbyggere, delvis på grund af byens privilegier.
I midten af det 14. århundrede blev byen befæstet.
I 1428 blev ringmuren delvist ødelagt af et jordskælv. Efter flere epidemier begyndte befolkninstallet at falde i det 15. århundrede.
I det 16. århundrede blomstrede byen op igen takket være fremstilling af og handel med klædestoffer. Prats, som hele Vallespir, hørte til vicomten af Castelnou. Efter Pyrenæerfreden i 1659 kom Prats under Frankrig.
I december 1691 genetablerede Louis 14. gabellen, en skat på salt, i Roussillon. Befolkningen anført af klædehandleren og saltsmugleren Josep de la Trinxeria gjorde oprør mod den nye skat. Det førte til Angelets-oprøret, som hurtigt fik anti-franske undertoner. Det blev først nedkæmpet i 1673.
I 1674, efter endelig at have fået fuld over Vallespir, besluttede Louis 14. at bygge en fæstning i Prats-de-Mollo. Byggeriet af Fort Lagarde startede i 1677, delvist styret af Vauban, og blev færdigt i 1682.
I 1691, under 9-årskrigen, gik spanierne over Col d'Ares og belejrede Prats-de-Mollo uden succes.
Den 6. juni 1793 under Pyrenæerkrigen blev Prats-de-Mollo erobret af spanske tropper under Antonio Ricardos. Den var besat indtil 1794, hvor det lykkedes franske tropper under general Dugommier at trænge spanierne tilbage over grænsen.
I 1862 blev kommunen Le Tech udskilt fra Prats-de-Mollo.
I 1870 ønskede Napoleon 3. at tage på kurophold i La Preste. I den anledning vejen blev fra Prats-de-Mollo anlagt. Napoleon 3. måtte aflyse sit kurophold på grund af krigen mod Tyskland.
I 1926 prøvede Francesc Macià at starte et oprør mod den spanske diktator Miguel Primo de Rivera for at få oprettet en catalansk republik i Spanien. Oprøret havde base i Prats-de-Mollo.
I 1938 blev bro nummer to over Tech bygget. Før da fandtes kun broen pont d'Espagne fra det 18. århundrede, som fører direkte til byens hovedport kaldet Cavalleria (kavaleri) senere Carnisseria (slagteri) og endelig Espagne (efter sin placering).
Fra 27. januar 1939 og to uger frem krydsede 100.000 flygtninge fra den spanske borgerkrig grænsen til Frankrig ved Col d'Arès. Flygtningene blev samlet i 4 lejre i Tech-dalen. Den 13. februar blev grænsen lukket og bevogtet af Francos soldater. 35.000 flygtninge var stadig i lejrene ved Prats-de-Mollo.
I slutningen af marts 1939 blev flygtningelejrene i Prats-de-Mollo endeligt lukket.
I oktober 1940 forårsagede fire dages regn at Tech gik over sine bredder og ødelagde en del af Prats herunder broerne Pont d'Espagne, Pont de la Calç og flere bygninger. Denne katastrofe, som også ødelagde en stor del af landskabet, ændrede den lokale økonomi mod turisme og kurbade.
Under 2. verdenskrig var Prats-de-Mollo udgangspunkt for flere flygtningeruter over grænsen til Spanien.

## Demografi

### Udvikling i folketal
| 1793 | 1800 | 1806 | 1821 | 1831 | 1836 | 1841 | 1846 | 1851 |
| ---- | ---- | ---- | ---- | ---- | ---- | ---- | ---- | ---- |
| 2928 | 3190 | 2973 | 3221 | 3484 | 3328 | 3406 | 3730 | 3270 |

| 1856 | 1861 | 1866 | 1872 | 1876 | 1881 | 1886 | 1891 | 1896 |
| ---- | ---- | ---- | ---- | ---- | ---- | ---- | ---- | ---- |
| 3435 | 3336 | 2784 | 2768 | 2658 | 2467 | 2630 | 2446 | 2481 |

| 1901 | 1906 | 1911 | 1921 | 1926 | 1931 | 1936 | 1946 | 1954 |
| ---- | ---- | ---- | ---- | ---- | ---- | ---- | ---- | ---- |
| 2525 | 2579 | 2751 | 2186 | 2270 | 2275 | 2218 | 1818 | 1608 |

| 1962                                                              | 1968 | 1975 | 1982 | 1990 | 1999 | 2006 | 2011 | 2017 |
| ----------------------------------------------------------------- | ---- | ---- | ---- | ---- | ---- | ---- | ---- | ---- |
| 1495                                                              | 1351 | 1190 | 1142 | 1102 | 1080 | 1141 | 1076 | 1163 |
| Tal fra og med 1962 er uden dobbelttælling (sans doubles comptes) |      |      |      |      |      |      |      |      |